# Byhleguhre-Byhlen

Byhleguhre-Byhlen (en bas sorabe : Běła Góra-Bělin) est une commune de Brandebourg (Allemagne), située dans l'arrondissement de Dahme-Forêt-de-Spree.